# Vitis arizonica
Vitis arizonica ist eine nordamerikanische Wildrebenart. Es handelt sich um eine laubabwerfende Rebe.
Die Rebsorte wird häufig als Arizona-Traube, Canyon-Traube und Uva del Monte bezeichnet. Sie diente den indigenen Völkern des Südwestens seit jeher als Nahrungsquelle. Die Canyon-Traube verträgt Trockenheit und Kälte gut. Sie wächst in verschiedenen Lebensräumen, darunter in Uferzonen und schattigen Canyons. Sie kann sich mit der Mustang-Traube, der süßen Bergtraube und der kalifornischen Wildtraube kreuzen, wo sich deren Verbreitungsgebiete überschneiden.

## Etymologie
Vitis ist lateinisch für „Rebe“, während arizonica „von oder aus Arizona“ bedeutet. Die Pflanze wurde 1871 von George Engelmann beschrieben.

## Verteilung
Die Arizona-Traube kommt in Kalifornien (Inyo County), Arizona, Nevada, New Mexico, in Westtexas, Südutah sowie den mexikanischen Bundesstaaten Sonora, Chihuahua, Coahuila, Durango und Tamaulipas vor. Innerhalb Arizonas kommt Vitis arizonica in allen Countys außer La Paz vor.

## Morphologie
- Form: Rebe. Allgemeines: Verholzende Rebe, ausladend oder schwach kletternd; Stämme im Allgemeinen 2–6 m lang; die jungen Zweige sind dicht wollig, verlieren diese Behaarung jedoch mit der Zeit und die Rinde wird brüchig.
- Blätter: Im Winter laubabwerfend; breit herzförmig, 3–10 cm lang und etwa genauso breit, unregelmäßig gezähnt und manchmal flach dreilappig, mehr oder weniger baumwollartig behaart; Blattstiel 1–3 cm lang; Ranken gegenüber den Blättern gegabelt, ohne Haftscheiben, verwelken schnell, wenn sie nicht an etwas befestigt sind.
- Blüten: Blütenstand eine lockere, offene, stark verzweigte Rispe, 2–10 cm lang, die gegenüber den Blättern wächst; Blüten winzig mit fünf weißen Blütenblättern.
- Früchte: Essbare (aber manchmal bittere) Trauben, 8–10 mm dick, schwarz.[1]

Die Canyon-Traube ist eine stark verzweigte Rebe. Die Stängel sind schlank und verjüngen sich von der Basis zur Spitze deutlich. Voll entwickelte Blätter ähneln einem dreilappigen Herzen und werden im Durchschnitt 10 cm lang/breit. Der Blattrand ist unregelmäßig gezähnt. Grüne Blütenknospen entwickeln sich in Büscheln, und die kleinen Blüten blühen weißlich-grün. Die kugel- oder eiförmigen Früchte haben typischerweise einen Durchmesser von 1/3 bis 3/8 Zoll; unreife Früchte sind grün und entwickeln sich zu einem tiefen Purpur oder Schwarz. Die Früchte stehen an roten Stielen.

## Nutzung
Vitis arizonica wurde zur Züchtung von Sorten verwendet, die gegen die Pierce-Krankheit resistent sind. Die Canyon-Traube ist essbar, wobei verschiedene einzelne Pflanzen süß und andere bitter sind. Die Frucht kann zur Weinherstellung und für Marmelade verwendet werden, wird aber hauptsächlich von Wildtieren verzehrt. Sie wird sowohl von Vögeln als auch von Säugetieren verzehrt. Die Canyon-Traube wurde historisch von vielen indigenen Völkern als Nahrungsquelle genutzt. Historisch wurde sie von den Pueblo angebaut und sowohl frisch als auch getrocknet gegessen. Auch andere Stämme, wie die Chiricahua und die Mescalero-Apachen, aßen sie.  Sowohl die amerikanischen Ureinwohner als auch die frühen europäischen Siedler kauten auf Weinblättern, um ihren Durst zu löschen. Abgesehen von Nahrungsmitteln wurde sie auch von den Havasupai zur Herstellung von Spielzeug verwendet, von den Navajo bei Balzritualen und von den Jemez zur Herstellung von Ritualgegenständen.
Foto Galerie

Vitis arizonica
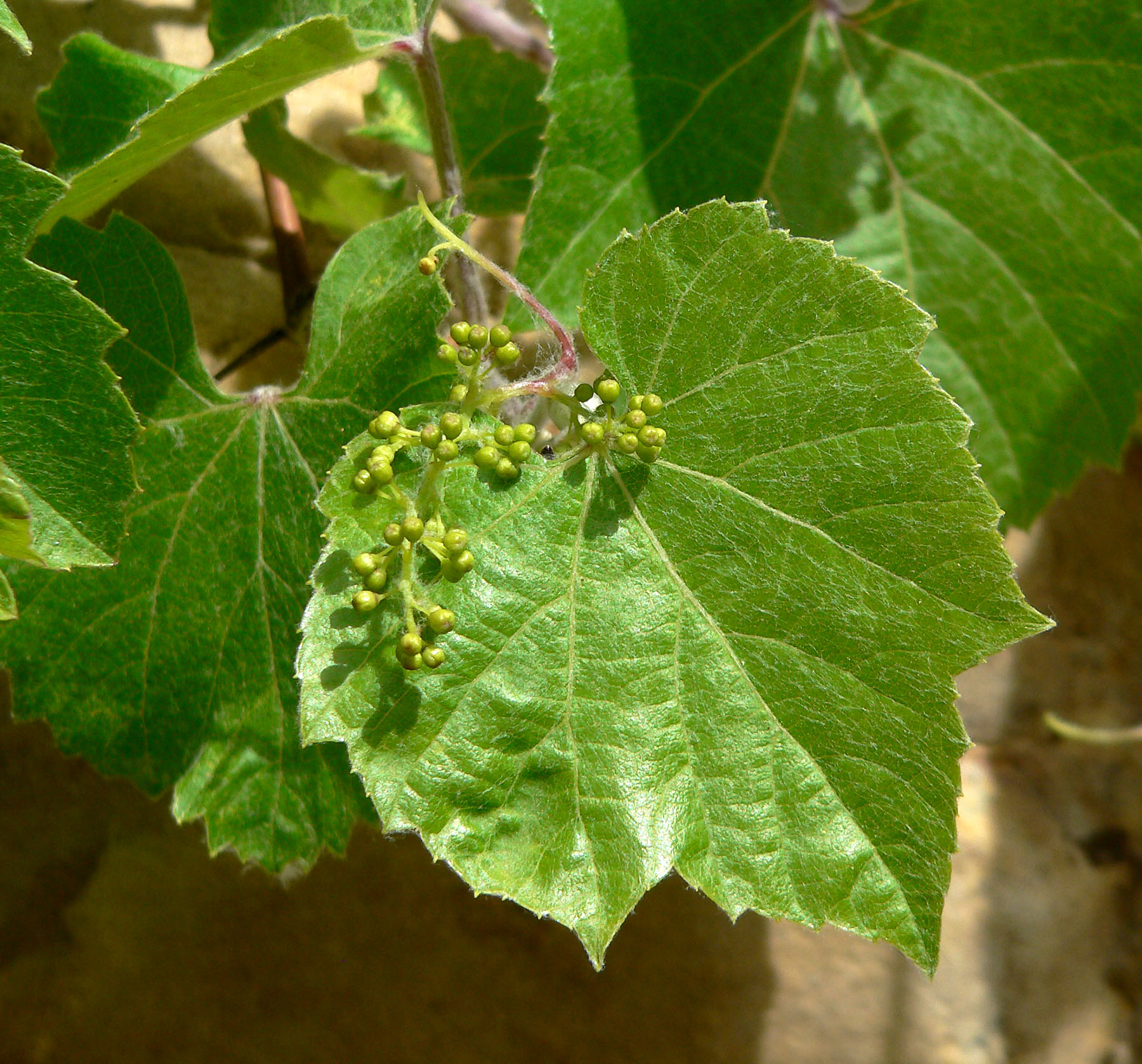
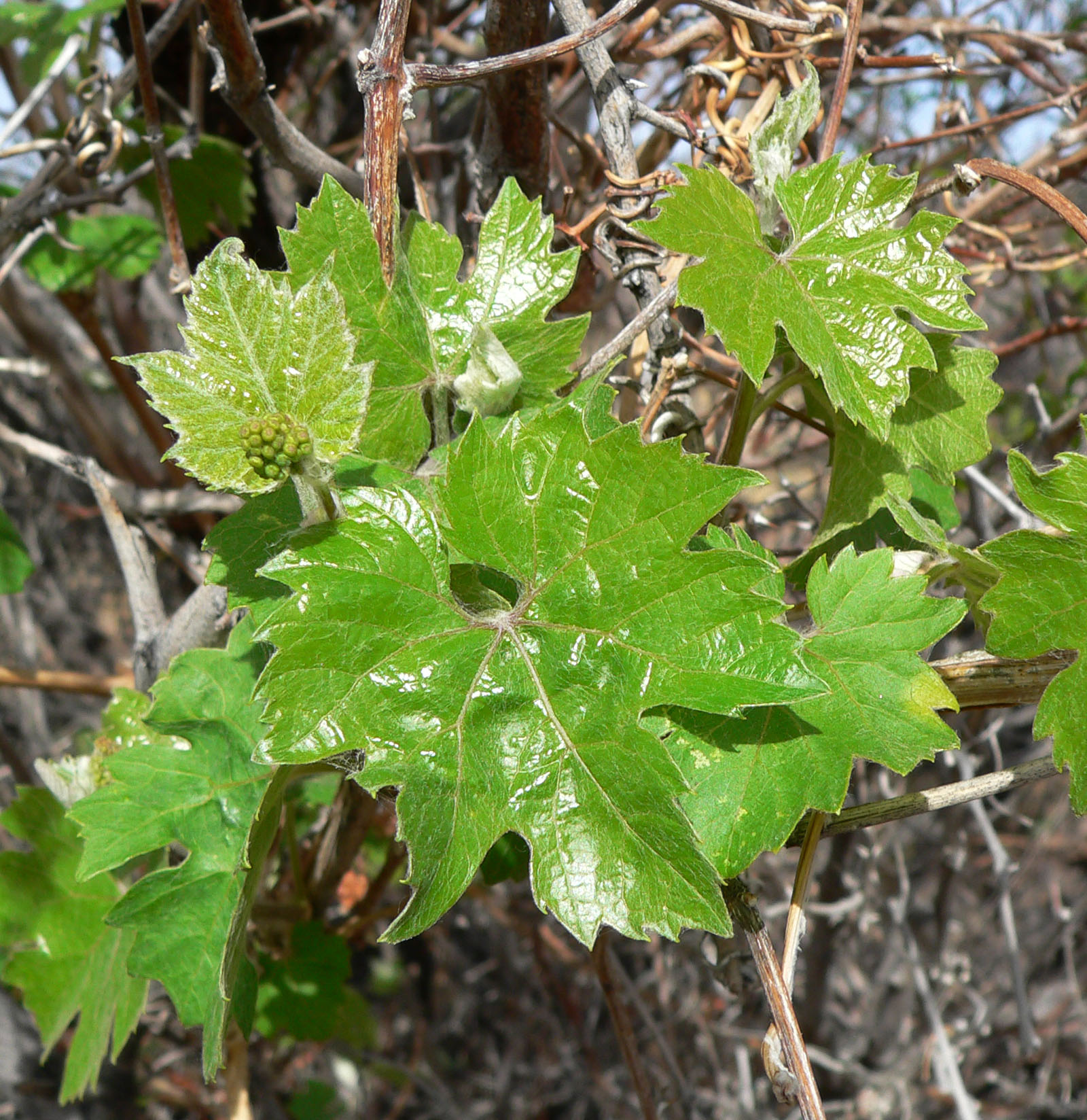
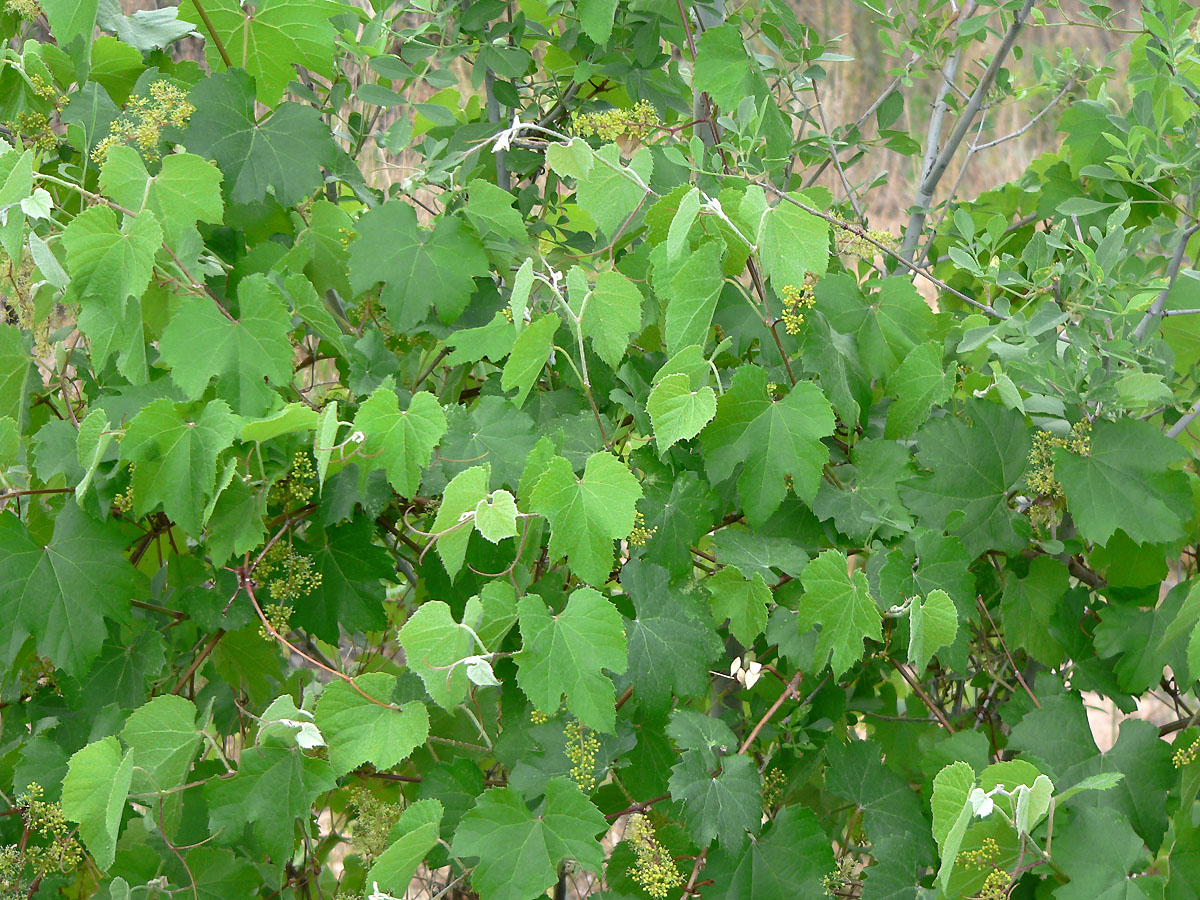
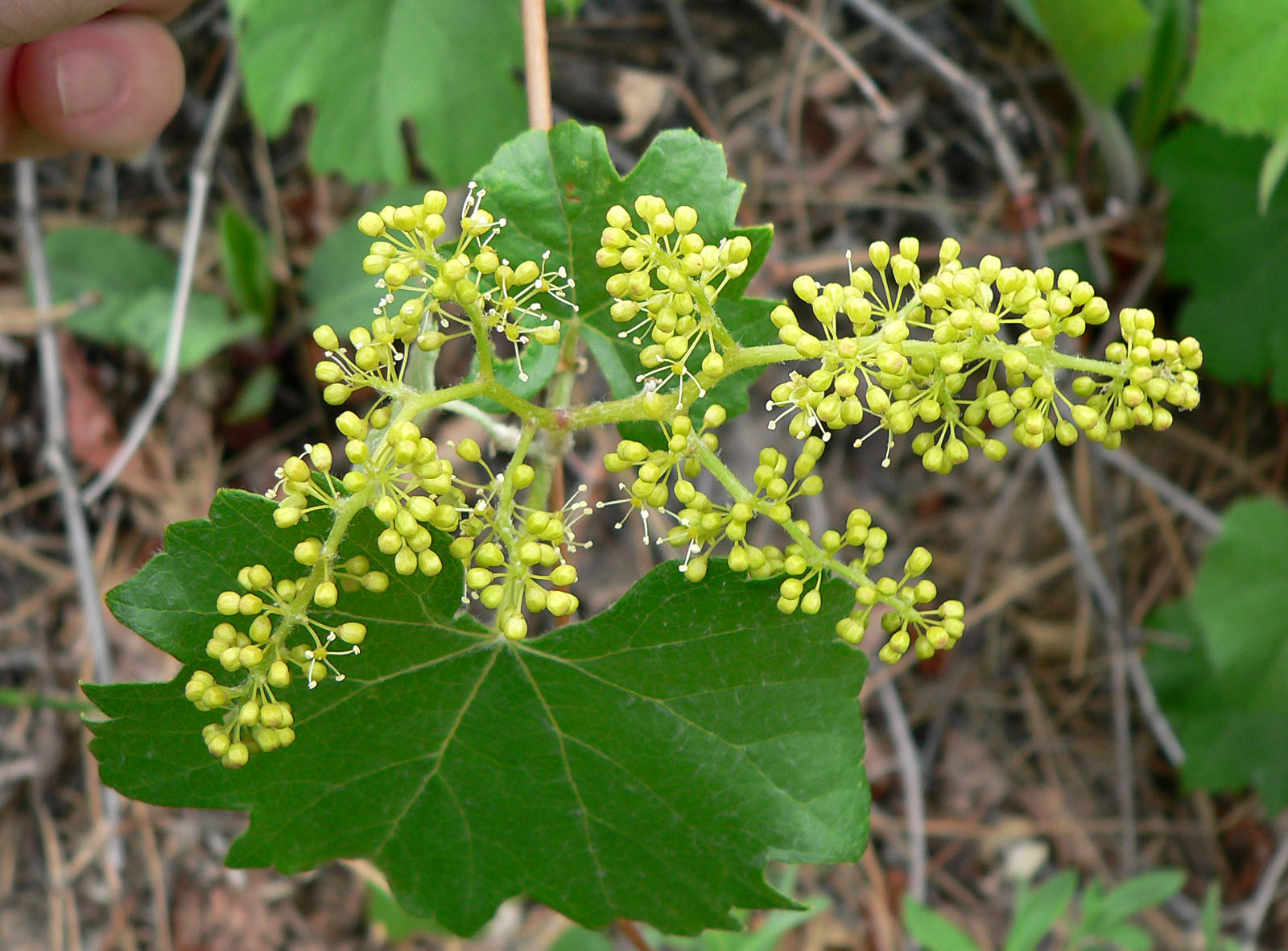
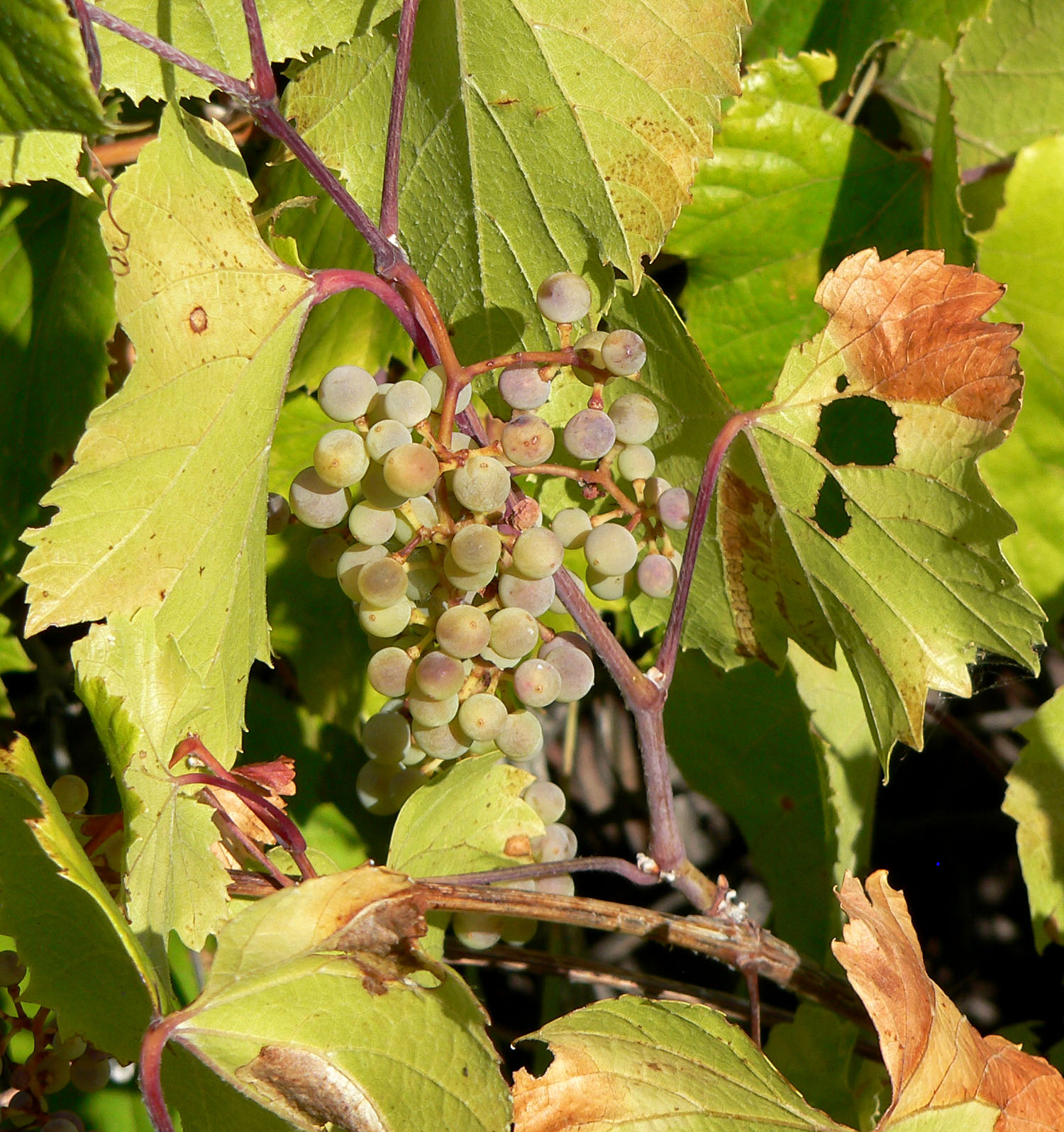
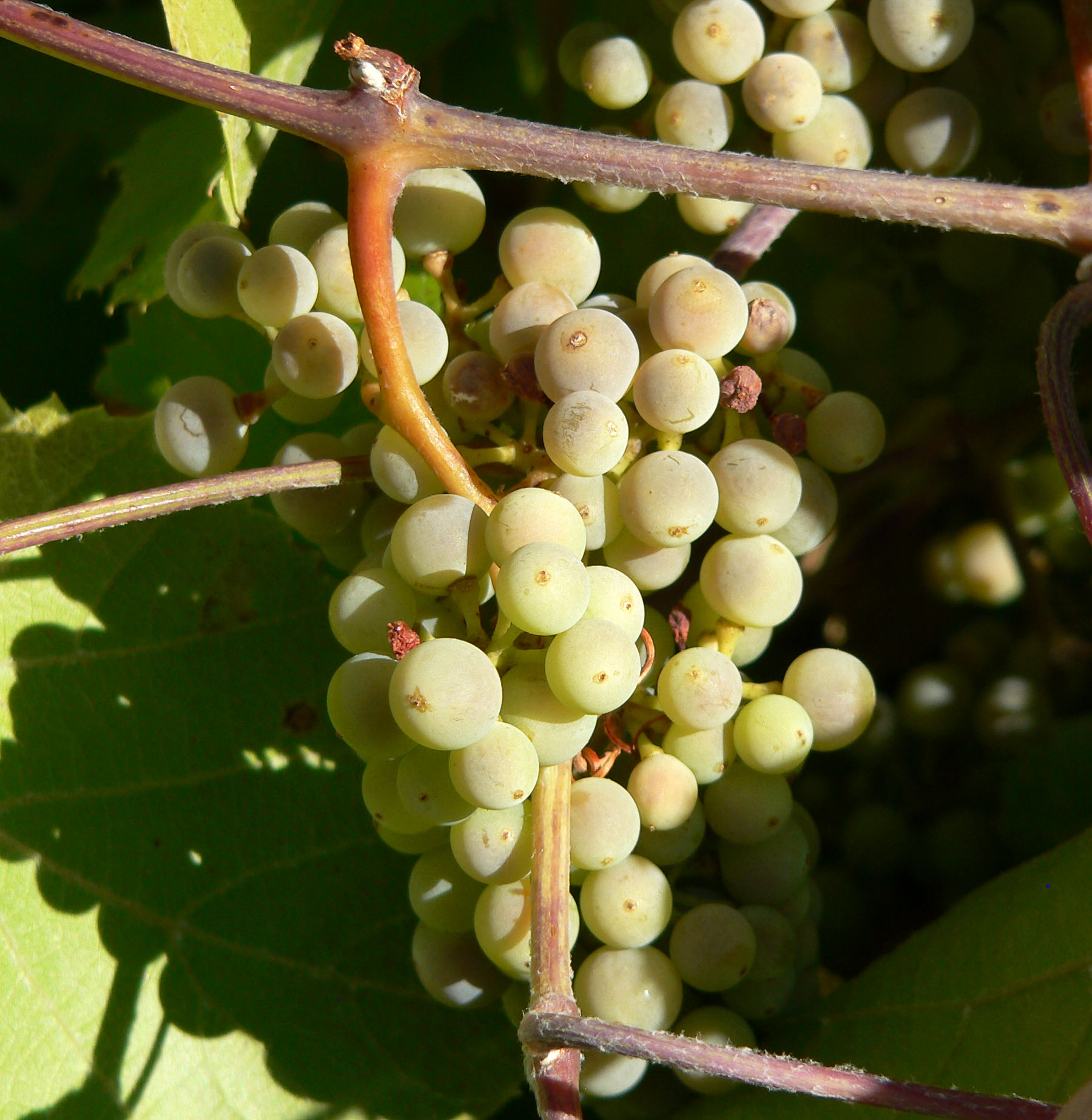
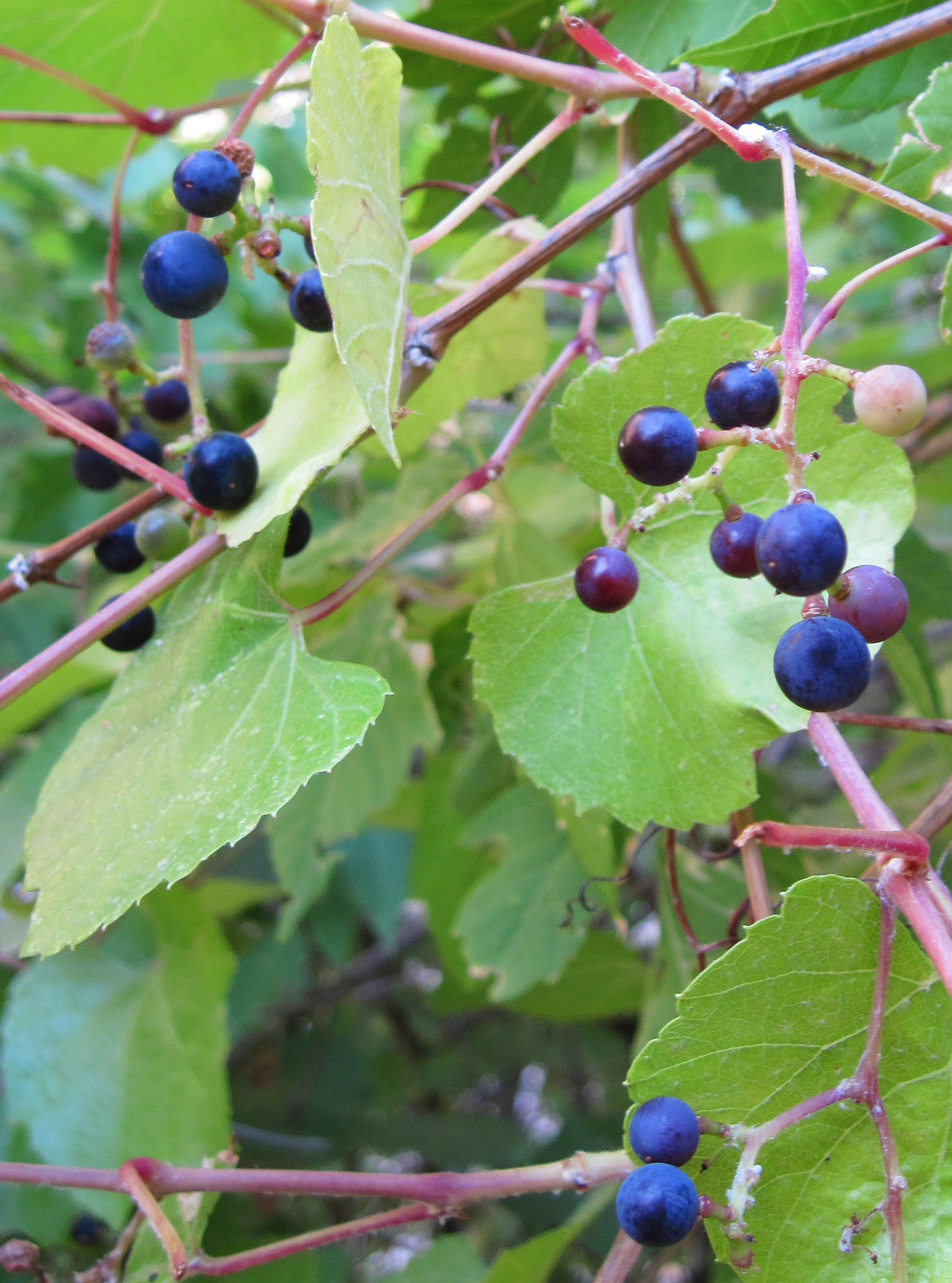